# 30 Pułk Zmechanizowany
30 Sudecki Pułk Zmechanizowany (30 pz) – oddział zmechanizowany Sił Zbrojnych PRL.
W 1962 30 pułk piechoty stacjonujący w garnizonie Rzeszów przeformowany został w 30 pułk zmechanizowany. Jednostka wchodziła w skład 9 Drezdeńskiej Dywizji Zmechanizowanej. W 1988 pułk przeformowany został w 30 Ośrodek Materiałowo-Techniczny. Potem częściowo odtworzono pułk, by w 1993 zaniechać dalszej organizacji.

## Skład  (lata 80. XX w.)

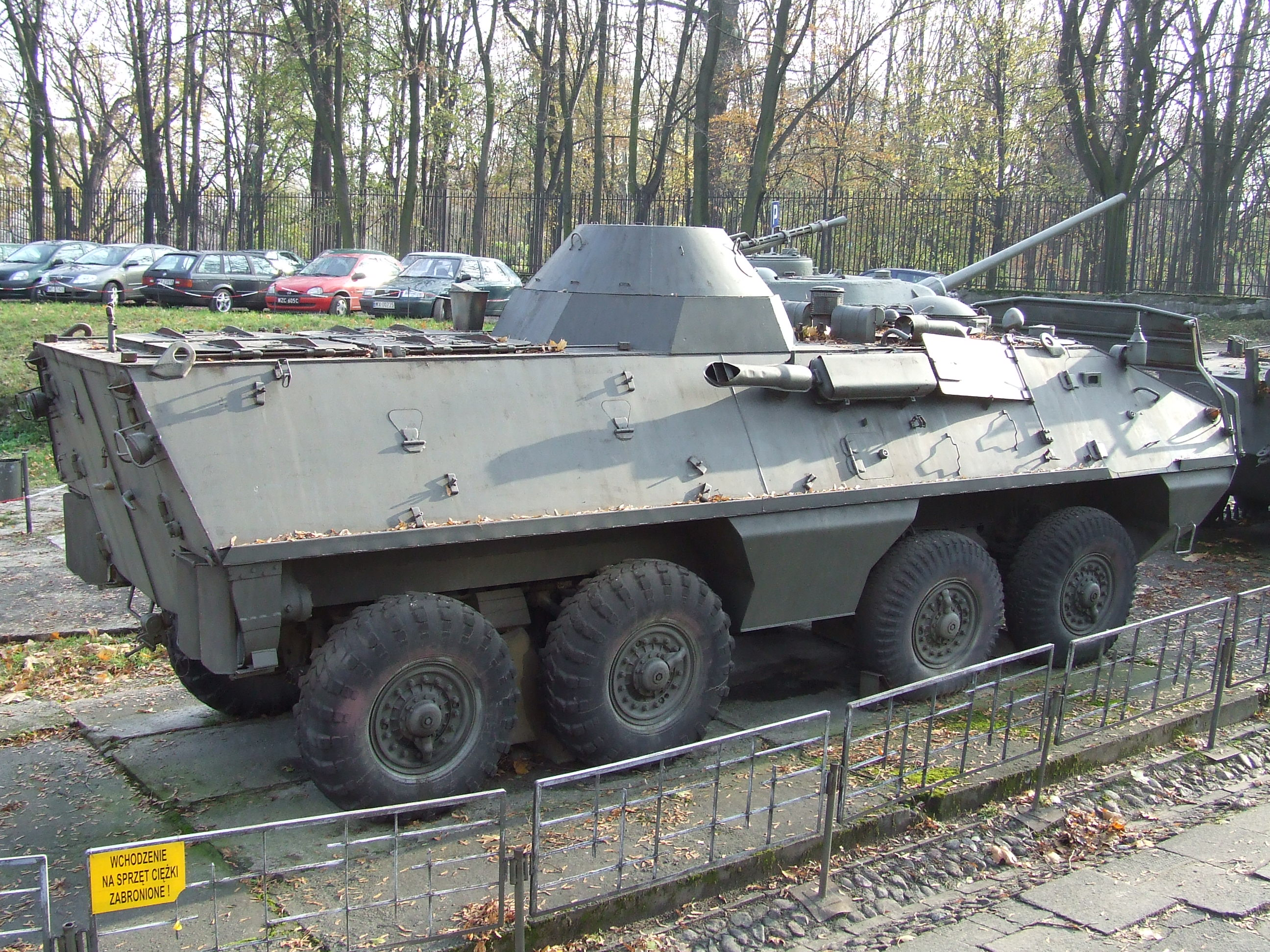
Podstawowy transporter pułku SKOT 2A

- Dowództwo i  sztab
  - 3 x bataliony zmechanizowane
    - 3 x kompanie zmechanizowane
    - bateria moździerzy 120mm
    - pluton plot
    - pluton łączności

  - batalion czołgów
    - 3 kompanie czołgów
    - pluton łączności

  - kompania rozpoznawcza
  - bateria haubic 122mm
  - bateria ppanc
  - kompania saperów
  - bateria plot
  - kompania łączności
  - kompania zaopatrzenia
  - kompania remontowa
  - kompania medyczna
  - pluton chemiczny
  - pluton ochrony i regulacji ruchu

## Żołnierze pułku
- Mirosław Rozmus